# Sept sages de Grèce
Pour les articles homonymes, voir Sept sages.

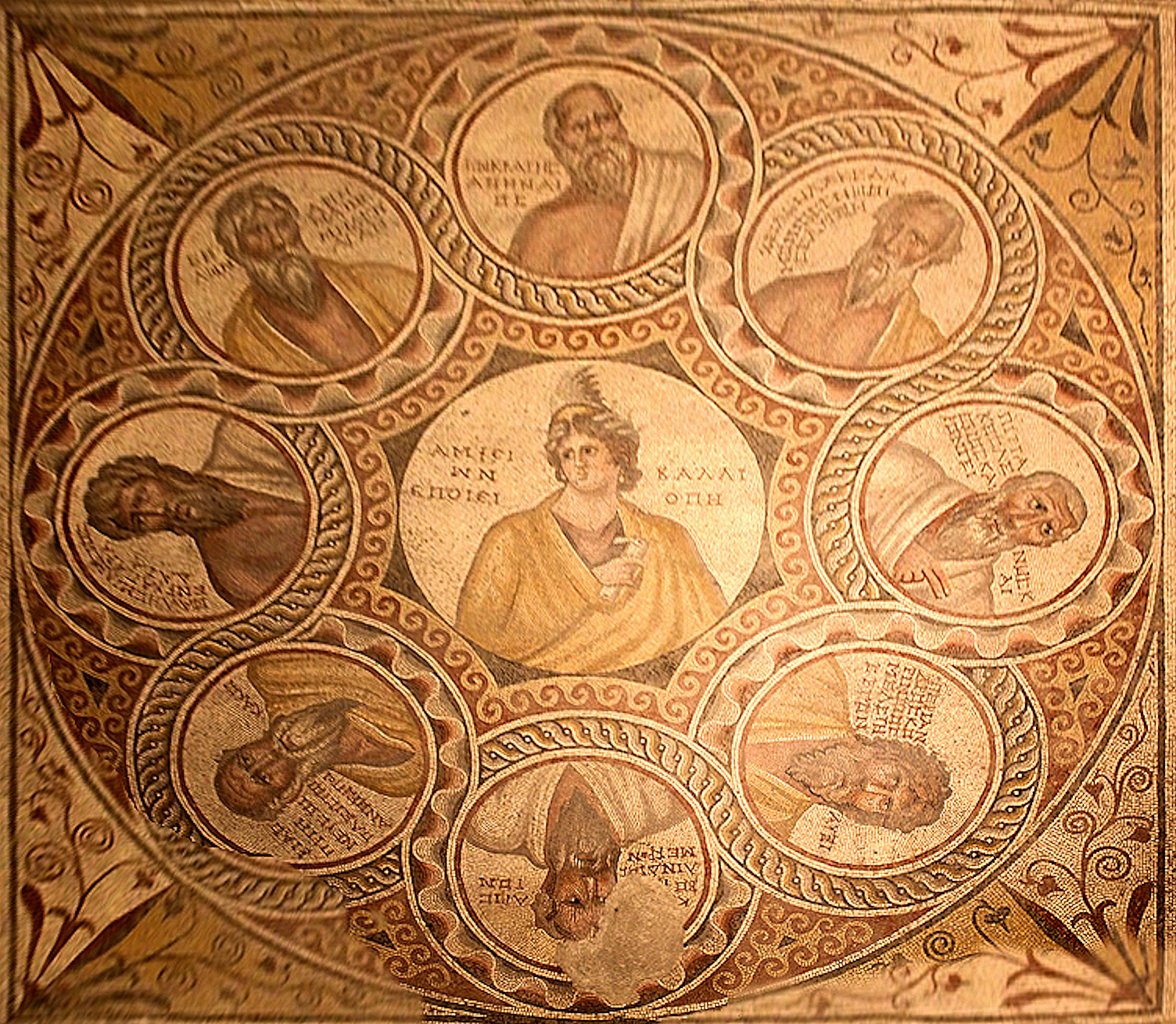
Mosaïque des sept sages : Calliope, entourée de Socrate (au-dessus de Calliope) et des Sept Sages avec leur maxime respective. Baalbek, IIIe siècle. Musée national de Beyrouth.

Les Sept Sages (en grec ancien οἱ ἑπτά σοφοί, vers 620-550 av. J.-C.) sont le titre donné par la tradition grecque à un groupe composé d'hommes politiques, de législateurs et de philosophes présocratiques de la Grèce antique. On parle de syllogé (grec ancien: συλλογή, assemblage, réunion) des Sept Sages. La constitution de ce groupe a pu varier au cours des siècles et des traditions.  
Cette tradition sera reprise, mais sous une forme différente, par la tradition chrétienne dans les débuts du christianisme. Par ailleurs, elle vit aussi à travers toute une série de représentations iconographiques dans la sculpture et la mosaïque. 
Leur nombre se retrouve dans les Sept Merveilles du monde, les Sept contre Thèbes, ou encore les Saptarishis (en) (les « sept sages (rishi) ») en Inde. 

## Généralités
La syllogé des Sages a varié. On la retrouve dans différents textes, qui présentent toutefois un élément commun: leur caractère légendaire, mais qui ont aussi un substrat semi-historique. Les personnages retenus dans la syllogé viennent en principe soit des îles égéennes et des cités côtières de l'Asie mineure, soit de la Grèce continentale. 
On trouve d'autres séries de sages, comme celle des Apkallu, des artisans érudits dans la littérature mésopotamienne et accadienne. Dans la littérature sanskrite, des textes mentionnent sept rishi, qui sont tout à la fois voyants, poètes, mystiques, sacrificateurs, et, littéralement, étoiles (les Pléiades). 

## La tradition des Sages
L'intérêt pour la vie et les paroles des sages remonte déjà à l'époque archaïque, ainsi qu'en témoignent à la fois la légende des Sept Sages et la transmission de leurs sentences. C'est en effet au cours du Ve siècle av. J.-C. (ou peut-être déjà au VIe siècle av. J.-C.) que des philosophes et des historiens transmettent l'idée que sept sages auraient vécu à la cour de Crésus (m. en -546) ou qu'ils se seraient réunis dans le sanctuaire d'Apollon à Delphes pour lui offrir leurs sentences, ou encore auprès de tel ou tel tyran. Ce groupe de personnages aurait eu en commun d'être des maîtres de sagesse pratique, pour certains des hommes de science et pour la plupart des hommes d'État. La liste aurait été définitivement terminée au IVe siècle av. J.-C. à Athènes. Selon Jean Stobée, doxographe du Ve ou VIe siècle, c'est Démétrios de Phalère qui aurait fixé la liste des Sept Sages, en faisant ainsi une sorte de canon, en publiant un recueil de leurs sentences.
Platon fournit la plus ancienne liste des Sept sages qui nous est parvenue,, mais on en trouve d'autres et les listes ainsi que les attributions des sentences varient. De toute façon, selon Démétrios de Phalère, la tradition serait bien plus ancienne. Les Sept sages étaient connus pour leur sagesse pratique et leurs sentences et maximes mémorables. Selon Dicéarque, élève d'Aristote, les Sept Sages ne sont ni philosophes, ni sages, mais de bons législateurs et des hommes perspicaces.
C'est probablement à Delphes que s'est établie leur réputation de sagesse : plusieurs de leurs maximes ont été gravées sur le site aux Ve et IVe siècles av. J.-C., à une époque où, au savoir réservé au dieu, on préférait le savoir-faire et l'utilisation habile de l'heure présente.

## Listes et maximes des Sages

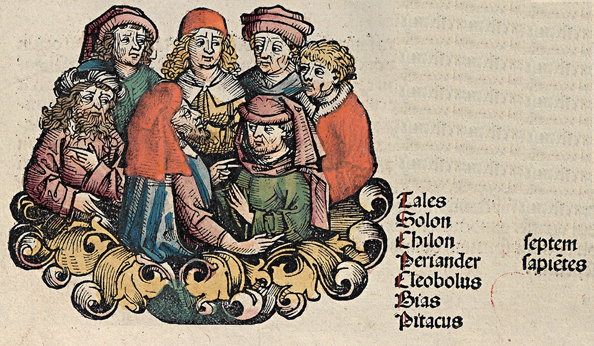
Les Sept Sages dans La Chronique de Nuremberg (1493).

Selon Diogène Laërce, dans sa Vie de Thalès :

« On n’est pas d’accord sur leur nombre. Léandre, au lieu de Cléobule et de Myson de Chénée, met Léophante, fils de Gorsias, ou Lébédios d’Éphèse et Épiménide de Crète. Platon, dans le Protagoras, met Myson à la place de Périandre. L'historien Éphore de Cumes met Anacharsis à la place de Myson, et d’autres ajoutent Pythagore. 
Selon Dicéarque, il y en a quatre sur qui tout le monde est d’accord : Thalès, Bias de Priène, Pittacos de Mytilène et Solon. Le même auteur en nomme six autres, parmi lesquels il en choisit trois : Aristodème, Pamphile, le Lacédémonien Chilon, Cléobule, Anacharsis et Périandre. D’autres ajoutent Acousilaos, Caba ou Scala, un Argien. 
Hermippe, dans son livre sur les sages, dit qu’ils furent dix-sept et que chacun en choisit sept selon ses préférences. Ce sont Solon, Thalès, Pittacos, Bias, Chilon, Cléobule, Périandre, Anacharsis, Acousilaos, Épiménide, Léophante, Phérécyde, Aristodème, Pythagore, Lasos, fils de Charmantidas ou de Sisambrinos ou, selon Aristoxène, de Chabrinos, Hermonée, Anaxagore.
Hippobotos (Catalogue des Philosophes) les inscrit ainsi : Orphée, Linos, Solon, Périandre, Anacharsis, Cléobule, Myson, Thalès, Bias, Pittacos, Épicharme et Pythagore. »

Seuls sont arrivés jusqu'à nous des fragments de l'œuvre de Solon. Pour les autres noms de la liste restreinte donnée par Platon, nous n'avons que des maximes et dits (des apophtegmes — du grec ancien ἀπόφθεγμα / apophthegma) qui leur sont attribués. Ces apophtegmes prennent le plus souvent la forme (en grec) d'injonctions de deux mots, ou à peine un peu plus dans la série transmise par Dicéarque.

### Tableau récapitulatif
En gras, les quatre noms figurant sur toutes les listes qui nous sont parvenues. Cette liste correspond à celle donnée par Platon, à l'exception de Périandre de Corinthe remplacé par Myson de Chéné chez Platon. C'est également celle que reprend Paul Faure. 
| Sage                  | Maxime              | Traduction                                                                          |
| --------------------- | ------------------- | ----------------------------------------------------------------------------------- |
| Thalès de Milet       | Ἐγγύα, πάρα δ᾽ ἄτα. | « Ne te porte jamais caution. » ou « Jamais tu ne te porteras caution. »            |
| Pittakos de Mytilène  | Γίγνωσκε καιρόν.    | « Reconnais l'occasion favorable. »                                                 |
| Bias de Priène        | Οἱ πλεῖστοι κακοί.  | « Les plus nombreux sont les méchants. » ou « La plupart des hommes sont mauvais. » |
| Solon d'Athènes       | Μηδὲν ἄγαν.         | « Rien de trop. »                                                                   |
| Chilon de Sparte      | Γνῶθι σεαυτόν.      | « Connais-toi toi-même. »                                                           |
| Périandre de Corinthe | Μελέτη τὸ πᾶν.      | « Prudence en toute chose. »                                                        |
| Cléobule de Lindos    | Μέτρον ἄριστον.     | « La modération est le plus grand bien. »                                           |

On ajoute souvent à ces sept noms ceux d'Épiménide de Crête, Phérécyde de Syros ainsi qu'Ésope. Quant au Livre I de Vie, doctrines et sentences des philosophes illustres de Diogène Laërce, intitulé « Les Sept Sages », il traite de onze personnages : Thalès, Solon, Chilon, Pittacos, Bias, Cléobule, Périandre, Anacharsis, Myson, Épiménide, Phérécyde.

### Autres maximes
Mentionnons d'autres maximes attribuées aux Sept sages : « Maîtrise ta colère. », « Contemple la fin de la vie. » Par ailleurs, dans les thermes des Sept Sages, à Ostie, ils sont représentés sur une peinture accompagnée d'aphorismes scatologiques qui leur étaient attribués, sans doute pour s'en moquer.

## Postérité
Au XVIIe siècle, Madeleine et Georges de Scudéry mirent en scène les Sept sages dans leur roman-fleuve Artamène ou le Grand Cyrus (1649-1653), notamment dans l'épisode du Banquet des Sept sages.